# USS Oliver Hazard Perry (FFG-7)
La USS Oliver Hazard Perry (FFG-7) es la primera de las  fragatas lanzamisiles de la clase Oliver Hazard Perry. Fue bautizada por Oliver Hazard Perry, un héroe naval estadounidense, quién logró una victoria en la Batalla del Lago Erie en el año 1813.

## Historial

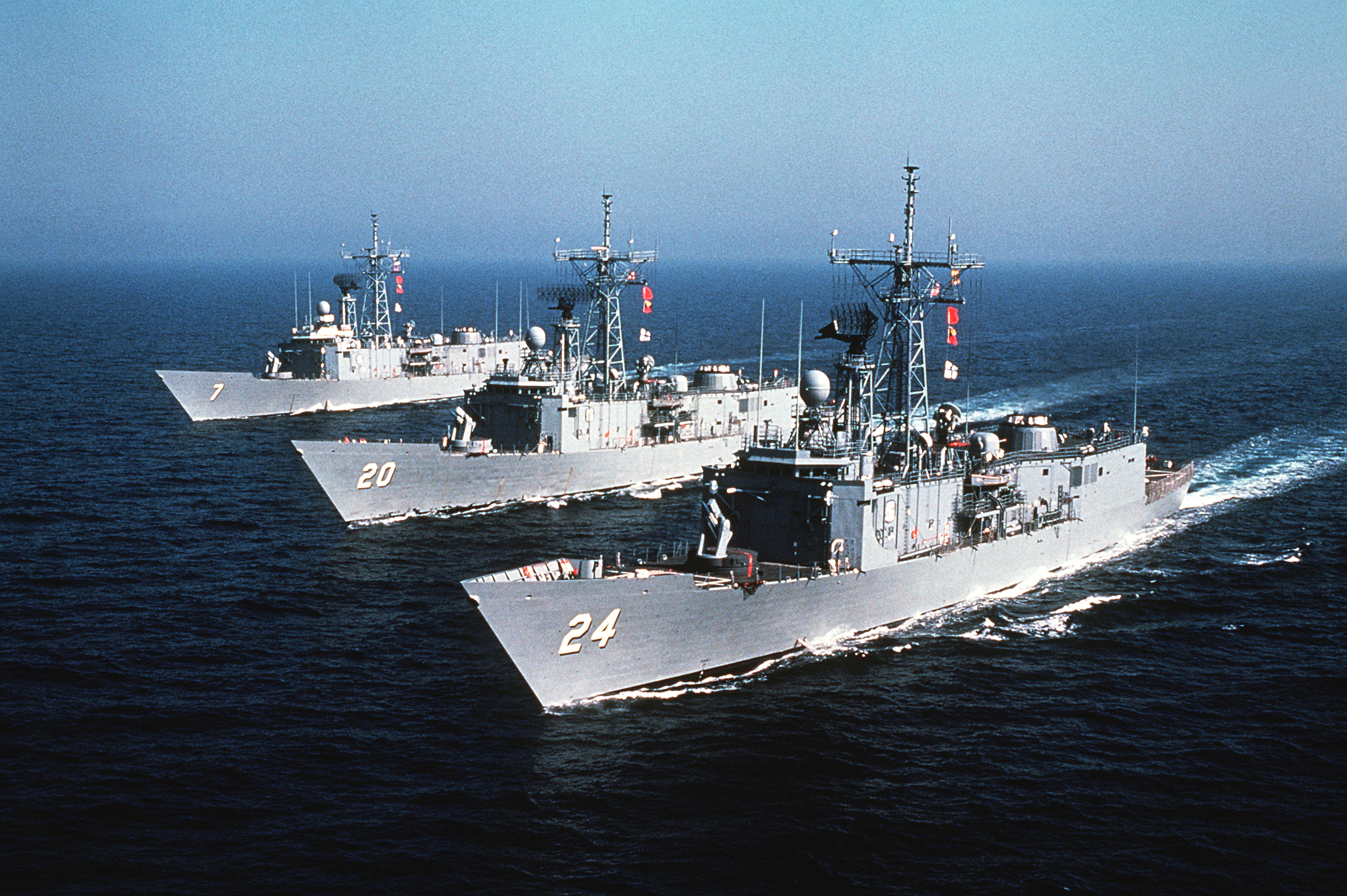
Tres fragatas de la clase Oliver Hazard Perry; de izq. a der.: USS Oliver Hazard Perry, USS Antrim y el USS Jack Williams (1982).

Ordenado de los astilleros Bath Iron Works el 30 de octubre de 1973 como parte del programa del Año Fiscal 1973, la Oliver Hazard Perry fue puesta en gradas el 12 de junio de 1975, botada el 25 de septiembre de 1976, y puesta en servicio el 17 de diciembre de 1977. Este buque fue ordenado como la PFG-109 pero fue redesignada como FFG-7 con el realineamiento de las designaciones de la flota en el año 1975, antes de que fuera puesta en gradas.
Fue dada de baja el 20 de febrero de 1997 en Mayport, Florida, bajo el mando de su último capitán, el capitán de fragata Robert F. Holman, USNR. Sacada de los registros el 3 de mayo de 1999 fue desguazada en diciembre de 2005 en Filadelfia, Pensilvania.
La Oliver Hazard Perry (FFG-7) fue el primer buque con ese nombre en la Armada de Estados Unidos.

## Nota
- Esta obra contiene una traducción  derivada de «USS Oliver Hazard Perry (FFG-7)» de Wikipedia en inglés, concretamente de esta versión, publicada por sus editores bajo la Licencia de documentación libre de GNU y la Licencia Creative Commons Atribución-CompartirIgual 4.0 Internacional.

- Datos: Q1475511
- Multimedia: Oliver Hazard Perry class frigates / Q1475511